# 久我通宣 (鎌倉時代)
久我 通宣（こが みちのぶ）は、鎌倉時代後期から南北朝時代にかけての公卿。内大臣・久我通基の子。官位は正三位・参議。

## 経歴
以下、『公卿補任』と『尊卑分脈』の内容に従って記述する。
- 永仁7年（1299年）1月5日、叙爵。
- 文保元年（1317年）3月27日、侍従に任ぜられる。
- 元応元年（1319年）8月21日、従五位上に昇叙。
- 元応3年（1321年）1月5日、正五位下に昇叙。
- 元亨2年（1322年）12月2日、右少将に任ぜられる。
- 元亨4年（1324年）3月14日、従四位下に昇叙。同日、右少将は元の如し。
- 正中2年（1325年）1月27日、加賀介を兼ねる。
- 嘉暦2年（1327年）3月24日、従四位上に昇叙。
- 嘉暦4年（1329年）2月12日、右中将に転任。
- 元徳元年（1329年）12月8日、正四位下に昇叙。
- 元徳2年（1330年）2月26日、参議に任ぜられる。3月1日には改めて右中将に任ぜられる。4月7日、参議を辞退し従三位に叙される。
- 建武元年（1334年）11月8日、正三位に昇叙。
- 観応3年（1352年）2月26日、薨去。